# Muľa
Pour les articles homonymes, voir Mula.
Muľa (hongrois : Rárósmúlyad) est un village de Slovaquie situé dans la région de Banská Bystrica.

## Histoire
La première mention écrite du village date de 1321.
La localité fut annexée par la Hongrie après le premier arbitrage de Vienne le 2 novembre 1938. En 1938, on comptait 402 habitants dont 1 d'origines juives. Elle faisait partie du district de Szécsény (hongrois : Szécsényi járás). Le nom de la localité avant la Seconde Guerre mondiale était Rárošská Muľaď/Rárós-Múlyad. Durant la période 1938 - 1945, le nom hongrois Rárósmúlyad était d'usage. À la libération, la commune a été réintégrée dans la Tchécoslovaquie reconstituée.

## Démographie

### Évolution de la population
| Année:               | 1994. | 2004.    | 2014.    | 2024.   |
| -------------------- | ----- | -------- | -------- | ------- |
| Nombre de personnes: | 226   | 286      | 350      | 353     |
| Différence:          |       | +26,54 % | +22,37 % | +0,85 % |

| Année:               | 2023. | 2024.   |
| -------------------- | ----- | ------- |
| Nombre de personnes: | 351   | 353     |
| Différence:          |       | +0,56 % |